# Suchá Lhota
Suchá Lhota é uma comuna checa localizada na região de Pardubice, distrito de Svitavy.